# Fbpanel

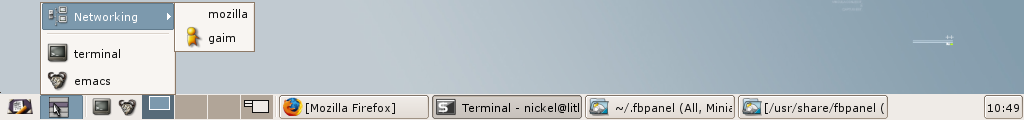
Fbpanel

Fbpanel – niewielki program dla Linuksa i innych systemów uniksowych, umożliwiający tworzenie paneli użytkownika. Elementy, które mogą znaleźć się na panelu to m.in. pager, zegarek, tacka systemowa oraz monitor procesora.
Aktualna stabilna wersja fbpanel to 6.0.